# Magnetometer

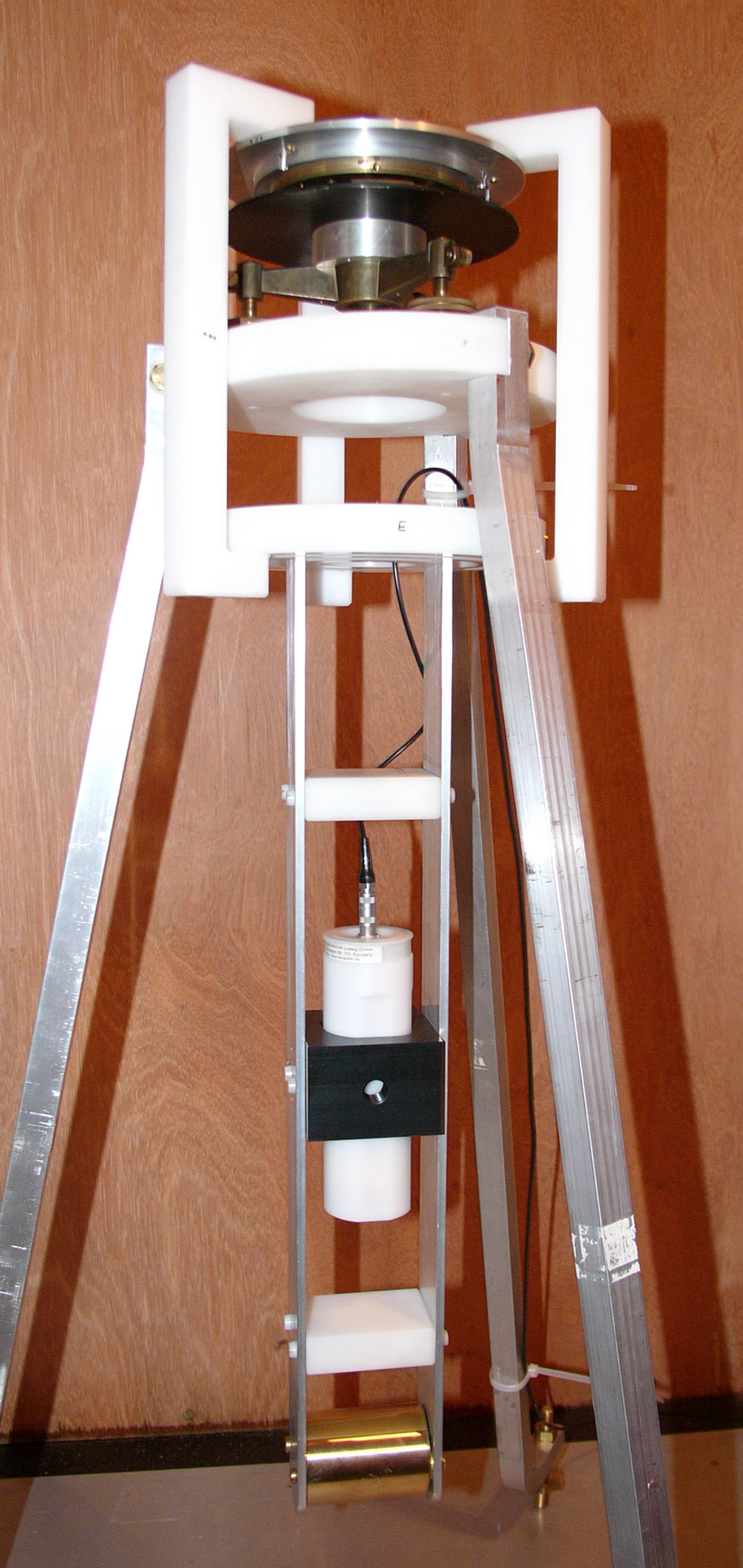
Magnetometer van het Neumayer Station, Antarctica

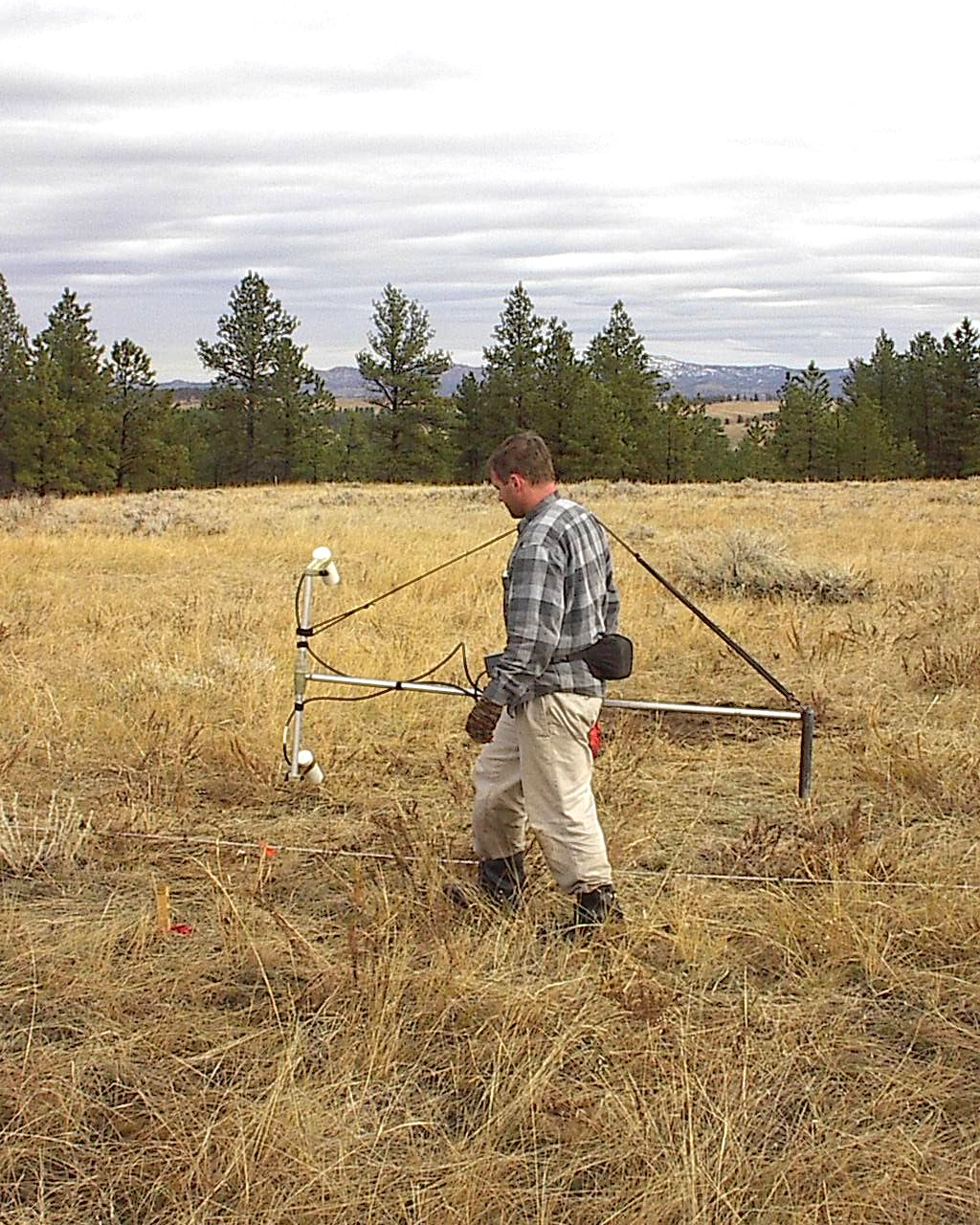
Archeologisch onderzoek in Montana (VS) met een magnetometer

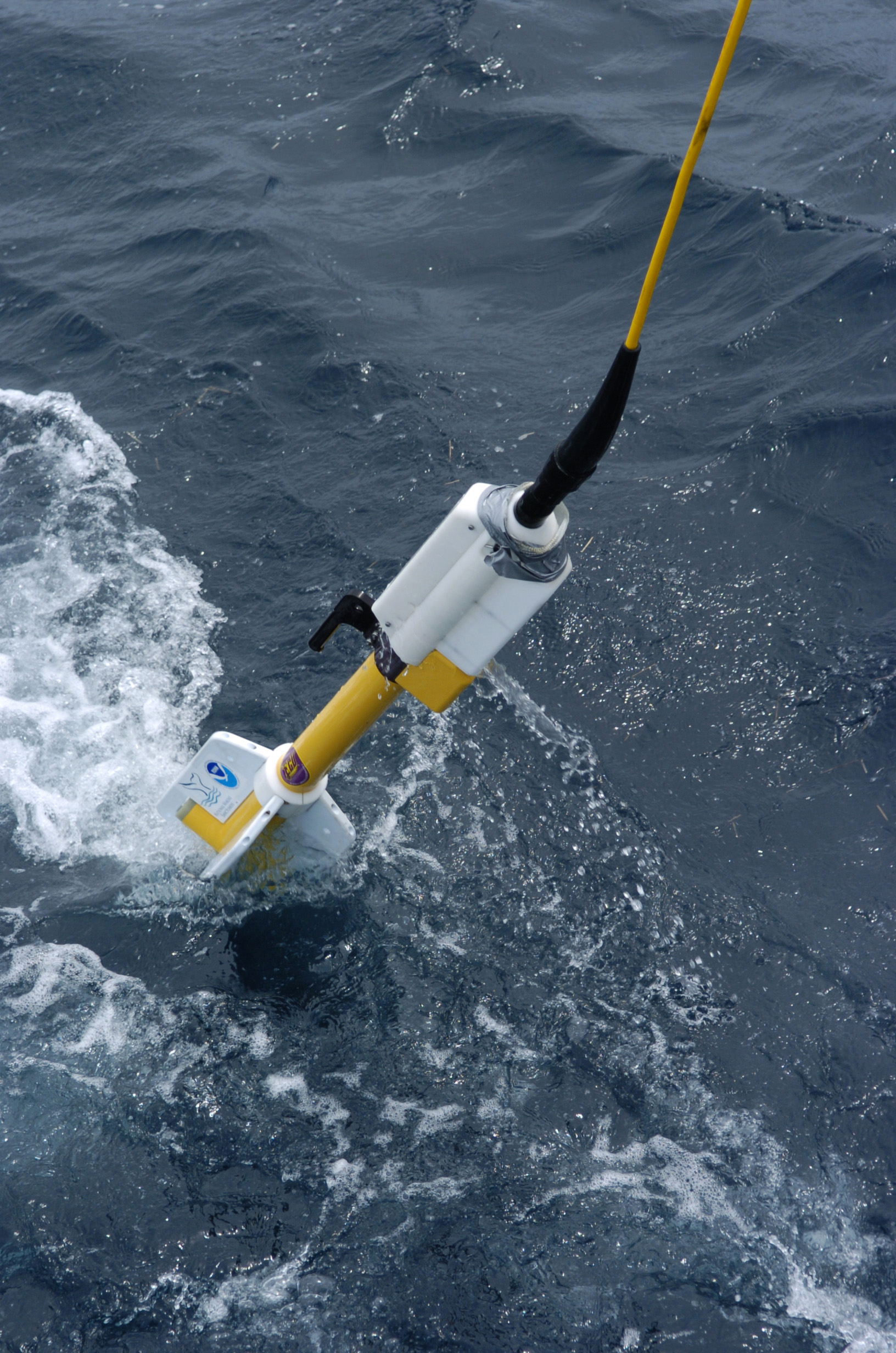
Magnetometer van de marine van de Verenigde Staten bij wrakopsporing

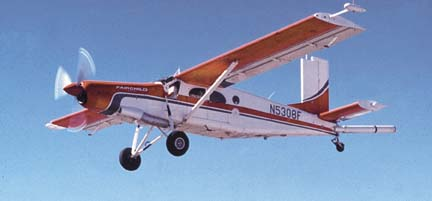
Magnetometer van de USGS in de staart van een vliegtuig

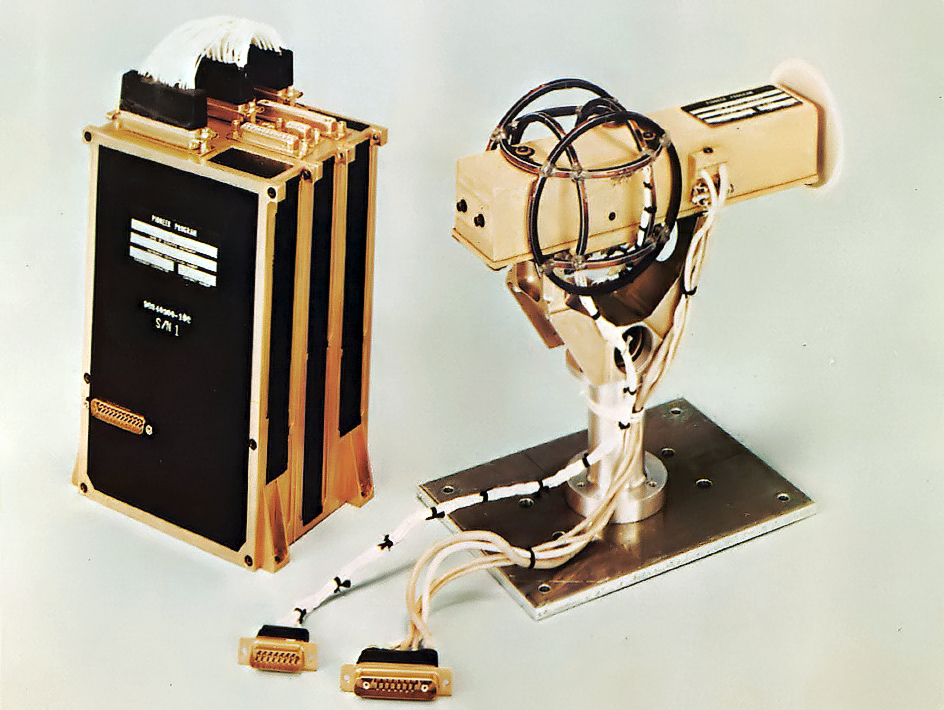
Vector magnetometer aan boord van ruimtetuig Pioneer 10

Een magnetometer (ook wel gaussmeter of teslameter genoemd) is een meetinstrument dat wordt gebruikt om metingen te doen aan een magneetveld.
De magnetometer is op de eerste plaats bedoeld om verstoringen in een magnetisch veld, bijvoorbeeld het aardmagnetisch veld te meten en om objecten die buiten het zicht liggen, doordat ze onder of achter een oppervlakte liggen, te detecteren. Deze objecten moeten magnetiseerbare metalen bevatten. De detecteerbaarheid hangt af van de afstand en de hoeveelheid aanwezig metaal. (zie formule onder).

## Typen
Er zijn twee typen magnetometers te onderscheiden: scalaire magnetometers die alleen de grootte van het magneetveld meten en vectoriële magnetometers die ook de richting ervan meten - meestal door in drie verschillende richtingen (x, y en z) te meten.
- scalaire magnetometers 
  - Protonprecessie magnetometers
  - Overhauser magnetometers
  - Alkalidamp magnetometers (cesium, rubidium, kalium)
- vectoriële magnetometers
  - Fluxpoort magnetometers
  - SQUID magnetometers

Verder wordt er nog onderscheid gemaakt tussen magnetometers die geschikt zijn voor veldwerk, en magnetometers die alleen geschikt zijn in een laboratoriumopstelling.

## Toepassingen
- Marine: detectie van duikboten vanop een schip of vanuit een vliegtuig
- Hydrografie: detectie van scheepswrakken, ankers, ankerkettingen, pijpleidingen en dergelijke.
- Geologie: de plaattektoniek werd ontdekt door de symmetrie van de magnetische anomalieën ten zuiden van IJsland aan weerszijden van de Mid-Atlantische Rug
- Paleomagnetisme: in een laboratorium worden van gesteentemonsters met een zeer gevoelige SQUIDmagnetometer de oorspronkelijke geomagnetische breedte bepaald.
- Geofysica: studie van het geomagnetisme
- Exploratiegeofysica: kartering van sedimentatiebekkens, opsporing van grondstoffen
- Archeologie: kartering van fundamenten, opsporing van blindgangers en de zoektocht naar archeologische artefacten. Kleine objecten zoals munten en fibulae worden opgespoord met een metaaldetector die volgens het principe van elektromagnetische inductie werkt.

## Onderzoek met een magnetometer
De methode van het onderzoek door middel van een of meer magnetometers en de interpretatie van de hieruit voortvloeiende gegevens wordt magnetometrie genoemd.
De natuurkundige eenheid waarin de sterkte van een magnetisch veld wordt uitgedrukt is de tesla (T), maar omdat dit zo een grote eenheid is, worden de microtesla (µT = 10−6 T) en de nanotesla (nT = 10−9 T) gebruikt.
Op de Noordzee is de sterkte van het aardmagnetische veld ongeveer 47 µT. De lijn waarop deze waarde constant is, loopt op de Noordzee ruwweg van oost naar west. Over de gehele aarde varieert de sterkte van het magnetische veld van 25 tot 65 µT.
Een ijzeren voorwerp of meer algemeen een ferromagnetisch voorwerp, dat in het aardmagnetische veld wordt gebracht zal daarin een verstoring van de normale sterkte veroorzaken, een zogenoemde magnetische anomalie (anomalie = verschil met een standaardmodel, in dit geval een standaardmodel van de aarde). De anomalie A is afhankelijk van de vorm van de objecten.
Voor objecten die in beide hoofdrichtingen ongeveer even groot zijn (ankers, wrakken, boorkoppen en dergelijke) geldt
{\displaystyle A=C\cdot M/R^{3}}
Daarin is
- {\displaystyle C} de constante voor magnetisch materiaal per volume-eenheid {\displaystyle (10^{4}{\text{nT m³/ton }}\leq C\leq 10^{5}{\text{nT m³/ton}})}
- {\displaystyle M} de massa van het object in 10³ kg (ton)
- {\displaystyle R} de afstand tussen sensor en object in meters (m)

Voor leidingen en buizen is er verschil tussen hol en massief. Voor holle leidingen met diameter D en dikte T geldt bij benadering
{\displaystyle A=C\cdot D\cdot T/R^{2}},
met {\displaystyle C=5\cdot 10^{6}} nT
En voor massieve leidingen met diameter {\displaystyle D} geldt
{\displaystyle A=C\cdot D^{2}/R^{2}}
met {\displaystyle C=2\cdot 10^{7}} nT
Daarin is
- {\displaystyle D} de pijpdiameter in meters (m)
- {\displaystyle T} de wanddikte van de pijp in meters (m)

Een ijzeren object van 150 ton dat op 50 m gepasseerd wordt zal (afhankelijk van de hoeveelheid metaal per volume) een anomalie geven die ligt tussen 12 en 120 nT.
De magnetische anomalie kan worden gemeten met een magnetometer. Vaak is dit een protonprecessie meter. In principe is de precessie van draaiende protonen een maat voor de totale magnetische intensiteit. Precessie is de beweging die de draaias van een roterend voorwerp maakt onder invloed van een uitwendige kracht. In dit geval gaat het dus om de beweging van de draaias van de protonen onder invloed van de kracht uitgeoefend door het magnetisch veld.
Een eigenschap van deze instrumenten is, dat ze gevoelig zijn voor de magnetische gradiënt. Als de gradiënt te sterk is werkt de magnetometer niet goed meer. Een magnetometer kan in extreem magnetische gebieden beschadigd worden.
De sensor van een magnetometer wordt achter het onderzoeksvaartuig gesleept. Een sleepafstand van ca. driemaal de scheepslengte is over het algemeen voldoende om de invloed van het schip zelf te elimineren. Daarnaast verdient het aanbeveling de sensor zo dicht mogelijk (enkele meters) boven de bodem te slepen. Dit houdt in dat de vaarsnelheid niet te groot mag zijn.
Het resultaat is te beïnvloeden door de volgende handelingen:
- de sleepkabel verder vieren, of zelfs volledig afrollen, zodat de haspel niet als spoel kan werken.
- de kabel van de console (= registratie-eenheid) naar de haspel van de sleepkabel volledig vrij hangen van contacten met andere kabels en dergelijke, om inductie uit te sluiten.
- de magnetometer aansluiten op een volledig onafhankelijke elektrische voeding, zodat stoorsignalen van de voeding geïnduceerd, kunnen worden geëlimineerd.